# Ucieczka (powieść Roberta Muchamore’a)
Ucieczka (ang. Maximum Security) – kryminalno-przygodowa powieść angielskiego pisarza Roberta Muchamore’a napisana w 2005 roku. Trzeci tom cyklu CHERUB. Głównym bohaterem serii jest James Adams, jego nową misją jest pomoc w wydostaniu się z więzienia Curtisowi Keyowi.

## Fabuła
Trzecią misję James Adams wykonuje z szesnastoletnim agentem Dave'em Mossem, a w jej końcowej fazie dołącza do nich Laura Adams, siostra Jamesa. Kontrolerem misji zostaje były agent MI5 John James. Jej celem jest pomoc w wydostaniu się z więzienia dla nieletnich o podwyższonym rygorze w Arizonie, Curtisa Keya. Curtis jest synem Jane Oxford, która jest międzynarodową handlarką broni. Ich zadaniem jest zdobycie zaufania Curtisa. Ucieczka miałaby doprowadzić do schwytania Jane Oxford.

## Bohaterowie

### Agenci CHERUB-A
1. James Adams
2. Dave Moss
3. Laura Adams

### Koordynator misji
1. John Jones[3]

## Odbiór książki przez krytyków
Książka otrzymała o wiele lepsze recenzje niż poprzednia część Kurier, czego potwierdzeniem są zebrane przez nią nagrody.

## Adaptacje

### Audiobook
Audiobook został wydany w Polsce w 2012 roku i jest czytany przez Jarosława Boberka.

## Nagrody
| Nagroda                          | Rok  | Wynik      |
| -------------------------------- | ---- | ---------- |
| Cheshire Children's Book Award   | 2007 | Wygrana    |
| Portsmouth Children's Book Award | 2006 | Wygrana    |
| Grampian Children's Book Award   | 2006 | 2. miejsce |
| Doncaster Children's Book Award  | 2006 | 2. miejsce |